# Jarred Vanderbilt
Jarred Jakobi Vanderbilt (Houston, 1999. április 3. –) amerikai utánpótlás-válogatott kosárlabdázó, a Los Angeles Lakers játékosa a National Basketball Associationben (NBA).
Középiskolás évei alatt osztálya egyik legjobbjának tekintették, az 247Sports országos ranglistáján kilencedik helyezett is volt. McDonald’s All-American elismerést is kapott. Egyetemen a Kentucky Wildcats játékosa volt, de mindössze 14 mérkőzésen játszott, sérülések nehezebbé tették pályafutását.
A 2018-as NBA-drafton kiválasztotta az Orlando Magic a 41. helyen, de rögtön a Denver Nuggets csapatába küldték. Vanderbilt ismert védekező játékosáról, munkamoráljáról és vertikális mozgalmasságáról. Azt követően, hogy denveri évei során többször is az NBA G-League-ben kötött ki, a Minnesota Timberwolves megszerezte játékjogát, ahol a 2020-as évek elején fontos védekező játékos lett. Innen igazolta le a Utah Jazz, majd ugyanabban a szezonban a Los Angeles Lakers.

## Statisztika

### Egyetem
| Év        | Csapat            | JM | KM | JP/M | MG%  | 3P%  | BD%  | LP/M | GP/M | L/M | B/M | P/M |
| --------- | ----------------- | -- | -- | ---- | ---- | ---- | ---- | ---- | ---- | --- | --- | --- |
| 2017–2018 | Kentucky Wildcats | 14 | 0  | 17,0 | .426 | .000 | .632 | 7,9  | 1,0  | 0,4 | 0,8 | 5,9 |

### NBA G-League
| Év        | Csapat                   | JM | KM | JP/M | MG%  | 3P%  | BD%  | LP/M | GP/M | L/M | B/M | P/M  |
| --------- | ------------------------ | -- | -- | ---- | ---- | ---- | ---- | ---- | ---- | --- | --- | ---- |
| 2018–2019 | Delaware Blue Coats      | 5  | 0  | 16,3 | .571 | .667 | .300 | 7,8  | 0,5  | 1,5 | 0,0 | 7,3  |
| 2019–2020 | Rio Grande Valley Vipers | 10 | 1  | 24,4 | .510 | .333 | .600 | 8,1  | 1,6  | 1,2 | 0,7 | 13,0 |
| 2019–2020 | Windy City Bulls         | 3  | 3  | 30,3 | .541 | .000 | .778 | 10,0 | 1,3  | 1,7 | 1,7 | 17,3 |
| 2019–2020 | Iowa Wolves              | 7  | 5  | 28,7 | .511 | .214 | .550 | 13,0 | 3,6  | 1,4 | 1,4 | 15,9 |
| Karrier   | Karrier                  | 24 | 9  | 25,0 | .520 | .294 | .563 | 9,7  | 2,0  | 1,4 | 0,9 | 13,4 |

### NBA

#### Alapszakasz
| Év        | Csapat                 | JM  | KM  | JP/M | MG%  | 3P%  | BD%   | LP/M | GP/M | L/M | B/M | P/M |
| --------- | ---------------------- | --- | --- | ---- | ---- | ---- | ----- | ---- | ---- | --- | --- | --- |
| 2018–2019 | Denver Nuggets         | 17  | 0   | 4,1  | .474 | .000 | .600  | 1,4  | 0,2  | 0,4 | 0,1 | 1,4 |
| 2019–2020 | Denver Nuggets         | 9   | 0   | 4,5  | .714 | —    | —     | 0,9  | 0,2  | 0,3 | 0,1 | 1,1 |
| 2019–2020 | Minnesota Timberwolves | 2   | 0   | 2,5  | .000 | .000 | 1.000 | 0,5  | 0,0  | 0,0 | 0,0 | 1,0 |
| 2020–2021 | Minnesota Timberwolves | 64  | 30  | 17,8 | .606 | .200 | .559  | 5,8  | 1,2  | 1,0 | 0,7 | 5,4 |
| 2021–2022 | Minnesota Timberwolves | 74  | 67  | 25,4 | .587 | .143 | .656  | 8,4  | 1,3  | 1,3 | 0,6 | 6,9 |
| 2022–2023 | Utah Jazz              | 52  | 41  | 24,1 | .556 | .333 | .657  | 7,9  | 2,7  | 1,0 | 0,3 | 8,3 |
| 2022–2023 | Los Angeles Lakers     | 26  | 24  | 24,0 | .529 | .303 | .784  | 6,7  | 1,6  | 1,2 | 0,2 | 7,2 |
| 2023–2024 | Los Angeles Lakers     | 29  | 6   | 20,0 | .518 | .296 | .667  | 4,8  | 1,2  | 1,2 | 0,2 | 5,2 |
| 2024–2025 | Los Angeles Lakers     | 36  | 2   | 16,1 | .488 | .281 | .556  | 5,1  | 1,1  | 1,0 | 0,3 | 4,1 |
| Karrier   | Karrier                | 309 | 170 | 20,0 | .560 | .288 | .638  | 6,2  | 1,4  | 1,1 | 0,4 | 5,9 |

#### Rájátszás
| Év      | Csapat                 | JM | KM | JP/M | MG%  | 3P%  | BD%  | LP/M | GP/M | L/M | B/M | P/M |
| ------- | ---------------------- | -- | -- | ---- | ---- | ---- | ---- | ---- | ---- | --- | --- | --- |
| 2019    | Denver Nuggets         | 3  | 0  | 1,7  | —    | —    | —    | 0,3  | 0,0  | 0,0 | 0,3 | 0,0 |
| 2022    | Minnesota Timberwolves | 6  | 6  | 21,5 | .481 | —    | .700 | 7,2  | 0,7  | 1,2 | 0,3 | 5,5 |
| 2023    | Los Angeles Lakers     | 15 | 13 | 16,5 | .400 | .241 | .700 | 3,2  | 0,8  | 0,7 | 0,8 | 4,6 |
| 2025    | Los Angeles Lakers     | 5  | 0  | 12,0 | .333 | .000 | .750 | 3,8  | 1,0  | 0,6 | 0,2 | 1,4 |
| Karrier | Karrier                | 29 | 19 | 15,2 | .419 | .233 | .706 | 3,8  | 0,7  | 0,7 | 0,6 | 3,8 |